# Peter Meyn

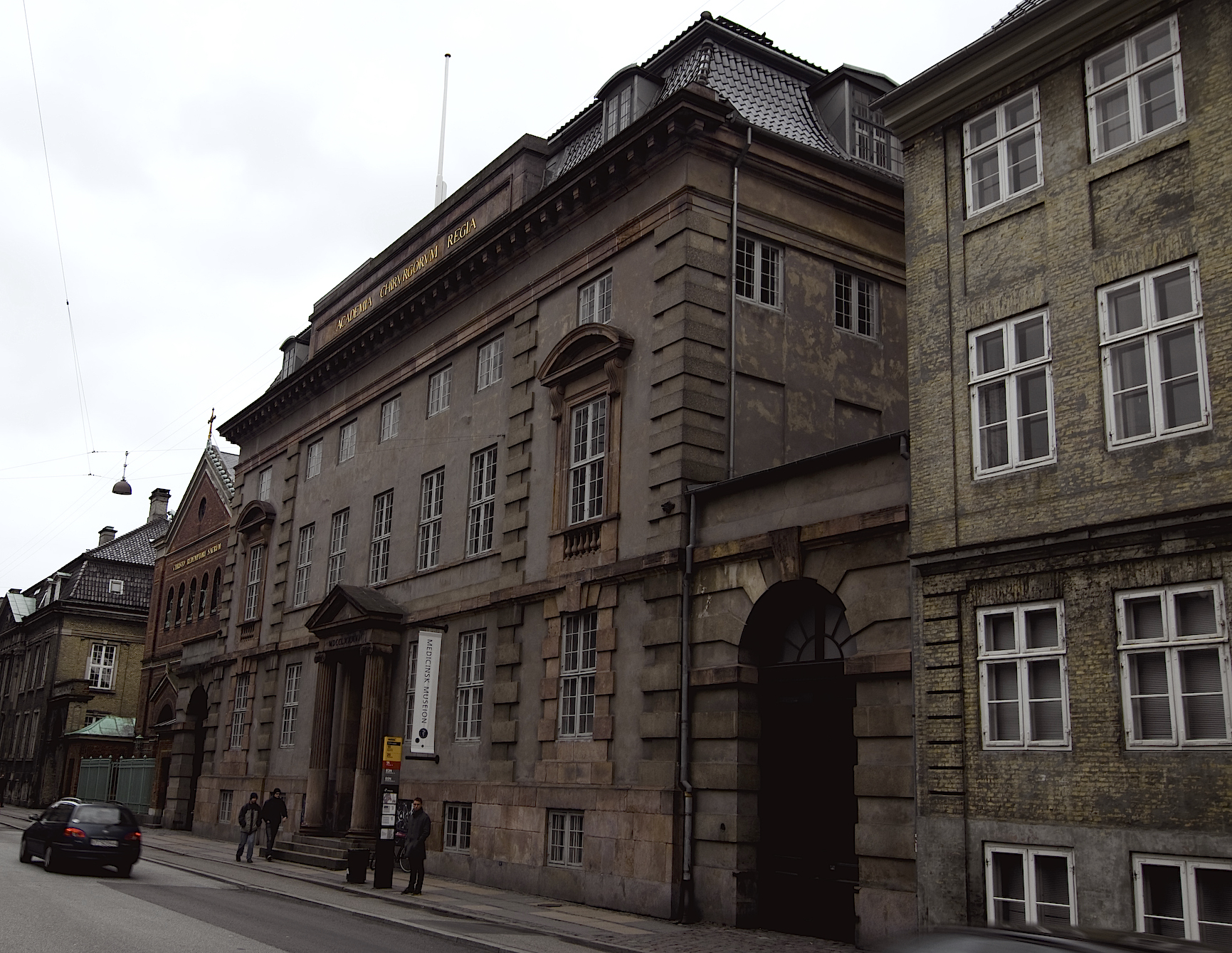
Det Chirurgiske Akademie på Bredgade i Köpenhamn, numera Medicinsk Museion

Peter Meyn, född 1749 i Köpenhamn, död där 1808, var en dansk arkitekt. Han verkade under tiden då den rådande bygg- och konststilen var rokoko och nyklassicism.
Peter Meyn studerade vid konstakademien i Köpenhamn med inriktning byggnadskonst under professor C.F. Harsdorff. År 1771 blev han kunglig hovbyggmästare och inledde sin karriär med att leda uppförandet av Kristian VI:s och Fredrik V:s gravkapell i Roskilde domkyrka. Under åren 1777–1783 fördjupade han sina studier vid en utlandsvistelse främst i Frankrike och Italien. Vid hemkomsten fick han anställning vid konstakademien, där han efter en tid blev andre professor och vid Harsdorffs död förste professor i byggnadskonst.
Han verkade samtidigt med professuren som stadsarkitekt i Köpenhamn där han bland annat medverkade till uppförandet av småbyggnaderna och de monumentala portarna vid Rosenborgsparken. Han byggde också till Sorgenfri slott utanför Köpenhamn i en nyklassicistisk stil. Meyns huvudverk anses vara byggnaden för den kirurgiska akademin i Bredgade uppförd 1798 och ansedd en av Köpenhamns vackraste byggnader från den tiden.
Peter Meyn var farfar till Antoinette Meyn, som skrev under pseudonymen Marie.